# IAd
iAd是苹果公司为iPhone、iPod Touch及iPad系列设备开发的已停产的移动广告平台，允许第三方开发人员直接将广告嵌入到他们的应用程序中。该平台预装于iOS 4，并于2010年7月1日发布，预计将与Google的AdMob移动广告服务竞争。 但是，它在2016年6月30日被关闭。